# مطار بينانق الدولي
مطار بينانغ الدولي (إياتا: PEN، إيكاو: WMKP) هو واحدٌ من أكثر المطارات ازدحامًا في ماليزيا، تم تأسيسهُ في عام 1935، يقع المطار بالقرب من بايان ليباس [الإنجليزية] في الطرف الجنوبي الشرقي من جزيرة بينانق، فيقع عند حَواليّ 16 كيلومتر (9.9 ميل) جنوب مركز المدينة. يُعتبر ثالث أكثر المطارات ازدحامًا في ماليزيا من حيث حركة الركاب، وثاني أكثر المطارات ازدحامًا من حيث حمولة البضائع. ويعد أيضًا أحد محاور شركة طيران آسيا الماليزية والتي تُعتبر شركة طيران منخفضة التكلفة.

## شركات الطيران والوجهات

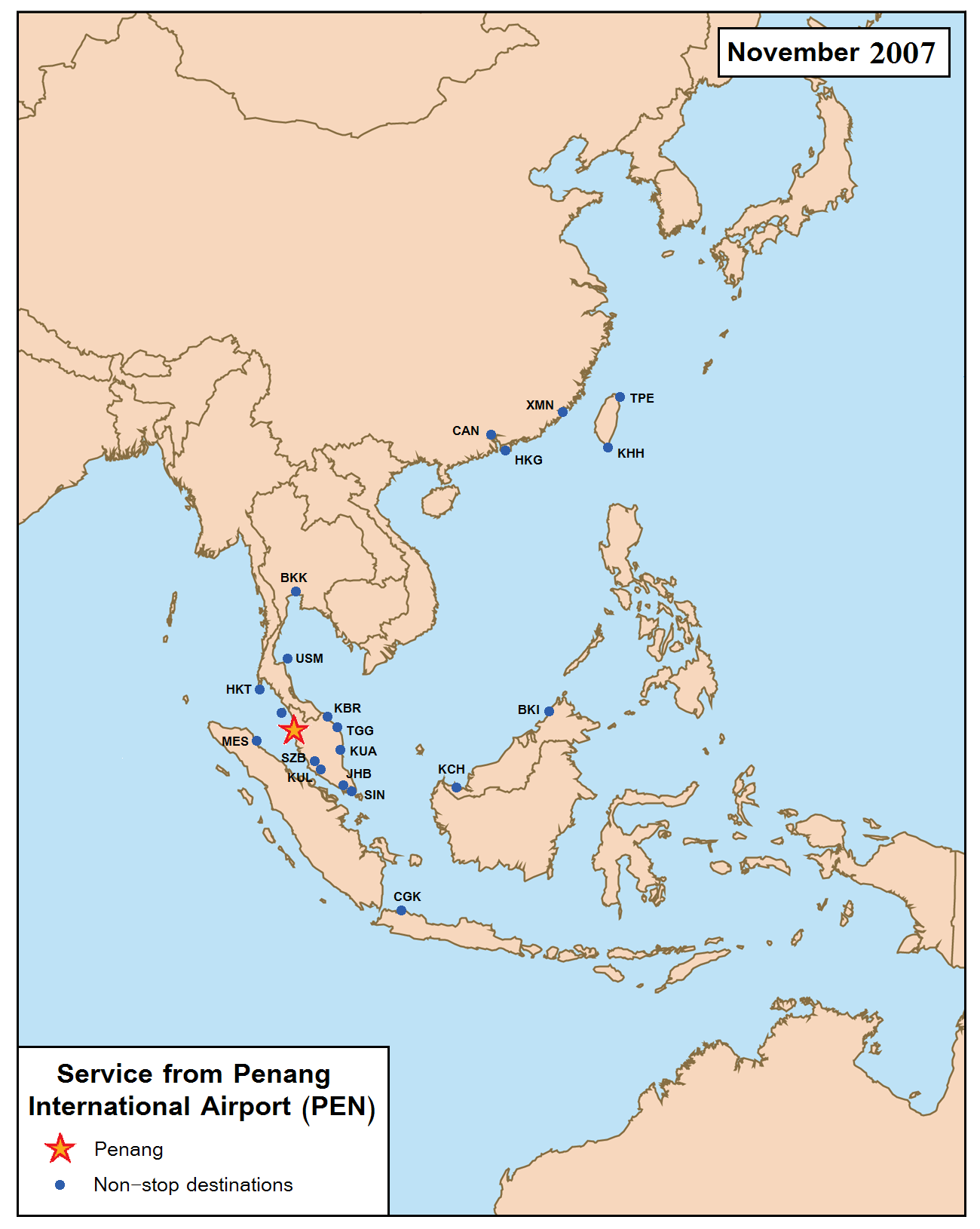
خريطة مسار مطار بينانق الدولي

### الركاب
| شركـات طيـران             | الوجهات |
| ------------------------- | --- |
| طيران آسيا                | مطار تان سون نهات الدولي، مطار هونغ كونغ الدولي (تستأنف 10 أغسطس 2023)، مطار سوكارنو هاتا الدولي، مطار سيناي الدولي، مطار كوالالمبور الدولي، Langkawi، مطار كوالانامو الدولي، مطار شانغي سنغافورة                             |
| Batik Air                 | مطار السلطان اسكندر مودا الدولي، مطار سوكارنو هاتا الدولي |
| باتيك إير ماليزيا         | مطار كوالالمبور الدولي، مطار السلطان عبد العزيز شاه |
| كاثي باسيفيك              | مطار هونغ كونغ الدولي |
| الخطوط الجوية الصينية     | مطار تايوان تاويوان الدولي |
| خطوط جنوب الصين الجوية    | مطار قوانغتشو باييون الدولي |
| سيتي لينك                 | مطار كوالانامو الدولي |
| Firefly                   | مطار السلطان اسكندر مودا الدولي، مطار سيناي الدولي، Kota Bharu ‏، مطار كوتا كينابالو الدولي، مطار السلطان عبد العزيز شاه، Kuantan (تستأنف 31 مارس 2024)، Kuching، Langkawi، مطار كوالانامو الدولي، Phuket، مطار شانغي سنغافورة |
| طيران آسيا (إندونيسيا)    | مطار سوكارنو هاتا الدولي، مطار كوالانامو الدولي، مطار جواندا الدولي |
| خطوط جيتستار آسيا الجوية  | مطار شانغي سنغافورة |
| ليون إير                  | مطار كوالانامو الدولي |
| الخطوط الجوية الماليزية   | مطار كوالالمبور الدولي |
| MYAirline                 | مطار كوالالمبور الدولي |
| سكوت للطيران              | مطار شانغي سنغافورة |
| الخطوط الجوية السنغافورية | مطار شانغي سنغافورة |
| ستارلوكس للطيران          | مطار تايوان تاويوان الدولي |
| طيران آسيا (تايلاند)      | مطار دون موينغ |
| Thai Smile                | مطار سوفارنابومي الدولي |

### الشحن
| شركـات طيـران                                  | الوجهات |
| ---------------------------------------------- | --- |
| كارغولوكس                                      | مطار هونغ كونغ الدولي |
| كاثي باسيفيك                                   | مطار هونغ كونغ الدولي |
| الخطوط الجوية الصينية                          | مطار تايوان تاويوان الدولي |
| دي إتش إل للطيران تديرها خطوط هونك كونك الجوية | مطار تان سون نهات الدولي، مطار هونغ كونغ الدولي                                                                                 |
| إيفا للطيران                                   | مطار تايوان تاويوان الدولي |
| فيديكس إكسبرس                                  | مطار سوفارنابومي الدولي، مطار قوانغتشو باييون الدولي، مطار تان سون نهات الدولي، مطار شانغي سنغافورة، مطار تايوان تاويوان الدولي |
| كوريا للطيران                                  | مطار إنتشون الدولي |
| MASkargo                                       | مطار كوالالمبور الدولي |
| My Jet Xpress Airlines                         | مطار كوالالمبور الدولي، مطار شانغي سنغافورة                                                                                     |
| الخطوط الجوية القطرية                          | Phuket |
| خطوط يو بي إس الجوية                           | مطار كوالالمبور الدولي |